# Flashspel
Flashspel är webbläsarspel gjorda i Adobe Flash. De var spelbara genom det proprietära insticksprogramet Adobe Flash Player. Flashspelen hade sin storhetstid under mitten och slutet av 2000-talets första decennium. Under 2020 avvecklades Adobe Flash Player, vilket medfört att många Flashspel slutat fungera.
Flashspel har oftast 2D-grafik, men man kan också göra enkla 3D-spel i Flash, till exempel Mode 7-baserade spel, enkel raycasting, med mera. Adobe Director används för att göra 3D-spel under Flash-plattformen. Man kan även tillverka multiplayer-spel, där många användare kopplar upp sig och spelar samtidigt.
Ett exempel på webbplats som byggdes kring flashspel är Newgrounds.